# Вивер (Алабама)
Вивер (енгл. Weaver) град је у америчкој савезној држави Алабама. По попису становништва из 2010. у њему је живело 3.038 становника.

## Демографија
Према попису становништва из 2010. у граду је живело 3.038 становника, што је 419 (16,0%) становника више него 2000. године.
| Група             | 2000.         | 2010.         |
| Белци             | 2.237 (85,4%) | 2.411 (79,4%) |
| Афроамериканци    | 227 (8,7%)    | 412 (13,6%)   |
| Азијати           | 31 (1,2%)     | 32 (1,1%)     |
| Хиспаноамериканци | 60 (2,3%)     | 91 (3,0%)     |
| Укупно            | 2.619         | 3.038         |